# Chí Viễn
Chí Viễn là một xã thuộc huyện Trùng Khánh, tỉnh Cao Bằng, Việt Nam.

## Địa lý
Xã Chí Viễn nằm ở phía đông huyện Trùng Khánh, có vị trí địa lý:
- Phía đông giáp xã Đàm Thủy
- Phía tây giáp xã Phong Châu
- Phía nam giáp huyện Hạ Lang
- Phía bắc giáp Trung Quốc và xã Đình Phong.

Xã Chí Viễn có diện tích 44,52 km², dân số năm 2019 là 4.029 người, mật độ dân số đạt 91 người/km².
Tuyến tỉnh lộ 206 chạy qua địa bàn theo chiều đông - tây. Xã có sông Quây Sơn, dòng sông chảy qua thác Bản Giốc nối tiếng. Do vậy, Chí Viễn nằm trên cửa ngõ để đến thắng cảnh du lịch này. Một số ngọn núi trên địa bàn xã là Phia Quán, Huyền Chinh, Đoỏng Thiên, Ngườm Pắp, Chiêu Rấc, Pò Mèo.

## Lịch sử
Tên của xã được đặt theo tên của  một chiến sĩ cộng sản tham gia kháng chiến chống Pháp.
Sau năm 1975, Chí Viễn là một xã thuộc huyện Trùng Khánh.
Ngày 8 tháng 10 năm 1980, Hội đồng Chính phủ ban hành Quyết định 332-CP về việc giải thể xã Quang Thành và sáp nhập thôn Hoành Phong vào xã Chí Viễn.
Ngày 10 tháng 6 năm 1981, điều chỉnh một phần diện tích và dân số của xã Chí Viễn vào xã Đàm Thủy.
Đến năm 2019, xã Chí Viễn được chia thành 23 xóm: Đồng Tâm, Bong Trên, Bong Dưới, Chúc Bảo, Gò Ma, Đông Môn, Bản Háng, Bản Khấy, Nà Mu, Kéo Háng, Lũng Hoạt, Lũng Nội, Nà Tuy, Thanh Lâm, Đỏng Đeng, Đông Long, Phia Đeng, Phia Móc, Pác Mác, Pò Tấu, Bản Ruộc, Bản Thay, Nà Sơn.
Ngày 9 tháng 9 năm 2019, Hội đồng Nhân dân tỉnh Cao Bằng ban hành Nghị quyết số 27/NQ-HĐND về việc:
- Sáp nhập hai xóm Lũng Hoạt và Đỏng Đen thành xóm Long Giang
- Sáp nhập xóm Gò Ma vào xóm Đồng Tâm
- Sáp nhập xóm Kéo Háng vào xóm Bản Khấy
- Sáp nhập hai xóm Phia Móc và Chúc Bảo thành xóm Sơn Thủy
- Sáp nhập xóm Nà Sơn vào xóm Pò Tấu
- Sáp nhập ba xóm Bong Trên, Bong Dưới, Bản Thay thành xóm Sơn Long
- Sáp nhập một phần xóm Nà Mu vào xóm Pác Mác.

## Hành chính
Xã Chí Viễn được chia thành 16 xóm: Bản Háng, Bản Khấy, Bản Ruộc, Đông Long, Đông Môn, Đồng Tâm, Long Giang, Lũng Nội, Nà Mu, Nà Tuy, Pác Mác, Phia Đeng, Pò Tấu, Sơn Long, Sơn Thủy, Thanh Lâm.